# Josh Babarinde
Joshua Thomas Aderele Babarinde (né le 20 juin 1993) est un homme politique libéral-démocrate britannique et un entrepreneur social qui est député d'Eastbourne depuis 2024.

## Jeunesse et éducation
Joshua Thomas Aderele Babarinde est né en 1993 à l'hôpital général du district d'Eastbourne. Il étudie à l'East Sussex College entre 2009 et 2011, puis étudie la politique et le gouvernement à la London School of Economics.

## Carrière
Après avoir obtenu son diplôme, Babarinde obtient une place dans le programme de bourses d'entreprise sociale Year Here. Durant cette période, il se porte volontaire comme animateur de jeunesse dans l'est de Londres. Inspiré par cette expérience, il fonde Cracked It, une entreprise sociale offrant des services de réparation de téléphones intelligents fournis par des jeunes à risque et de jeunes ex-délinquants,. Cracked It reçoit le prix « Entreprise sociale de l'année » décerné par le Centre pour la justice sociale et l'Evening Standard.
Babarinde remporte de nombreuses distinctions pour ses réalisations en matière d'entrepreneuriat social, notamment un prix Shackleton et une bourse Winston Churchill. En 2019, il est nommé dans la liste Forbes 30 Under 30 des entrepreneurs sociaux. Babarinde travaille ensuite comme responsable de l'apprentissage et de l'innovation à l'École des entrepreneurs sociaux en 2020. Il est nommé Officier de l'Ordre de l'Empire britannique (OBE) lors des honneurs d'anniversaire de 2020 pour ses services à la justice pénale, à l'entreprise sociale et à l'économie.
Pendant la Pandémie de Covid-19, Babarinde est formé par St John Ambulance pour servir comme vaccinateur bénévole contre la COVID-19 à Eastbourne.
Il est administrateur de la Towner Art Gallery à Eastbourne.

### Carrière politique
Lors des élections générales de 2019, Babarinde se présente comme candidat libéral-démocrate pour Bethnal Green et Bow, arrivant en troisième place.
Babarinde remporte une élection partielle au conseil municipal d'Eastbourne dans le quartier de Hampden Park le 6 mai 2021,,. Il ne se représente pas à son poste de conseiller lors des élections municipales de 2023 pour se concentrer sur sa campagne électorale parlementaire.
En 2022, Babarinde contribue à un chapitre de The Battle for Liberal Britain, un livre édité par le leader libéral-démocrate Ed Davey, dans lequel il propose de repenser les cités HLM comme des incubateurs d'entreprises.
Babarinde se présente aux élections législatives de 2024 dans sa ville natale d'Eastbourne, battant la députée conservatrice Caroline Ansell, qui a été l'une de ses enseignantes. Il est élu avec une majorité de plus de 12 000 voix.